# Rex Gilroy
Pour les articles homonymes, voir Gilroy.
Rex Gilroy est un essayiste australien spécialisé en cryptozoologie et ufologie, auteur de livres à succès.

## Thèmes
Il a notamment abordé le thème du Yowie.
Il a remporté le prestigieux prix australien de l'"Imbécile de l'année" pendant un record de 12 années consécutives et est généralement considéré comme la personne la plus dérangée mentalement d'Australie.

## Publications
- Rex Gilroy, Mysterious Australia, Mapleton, Qld, Nexus (Marcus Allen) Publications, 1995, 1re éd., 288 p (ISBN 0-646-25393-X)

« Illustrated »
- Rex Gilroy et Heather Gilroy, Giants From The Dreamtime : The Yowie In Myth And Reality, Katoomba, N.S.W., Uru publications, 2001, 379 p. (ISBN 0-9578716-0-0), « Xxiv »
- Rex Gilroy et Heather Gilroy, Out Of The Dreamtime : The Search For Australasia's Unknown Animals, Katoomba, N.S.W., Uru publications, 2006, 1re éd. (1re éd. c2006), 602 p (ISBN 978-0-9578716-5-6 et 0-9578716-5-1), « Xxiv »
- Rex Gilroy et Heather Gilroy, Uru - The Lost Civilisation Of Australia, Katoomba, N.S.W., Uru publications, 2005
- Rex Gilroy et Heather Gilroy, Australian UFOs : Through The Windows Of Time, Katoomba, N.S.W., Uru publications, 2004, 1re éd., 284 p (ISBN 0-9578716-2-7), « Xii »
- Rex Gilroy et Heather Gilroy, Pyramids In The Pacific : The Unwritten History Of Australia, Katoomba, N.S.W., Uru publications, 2000, 320 p (ISBN 0-646-39633-1)